# Quai du Maréchal-Joffre (Courbevoie)
Pour les articles homonymes, voir Quai Maréchal-Joffre.
Le quai du Maréchal-Joffre est une voie de circulation se trouvant à Courbevoie.

## Situation et accès

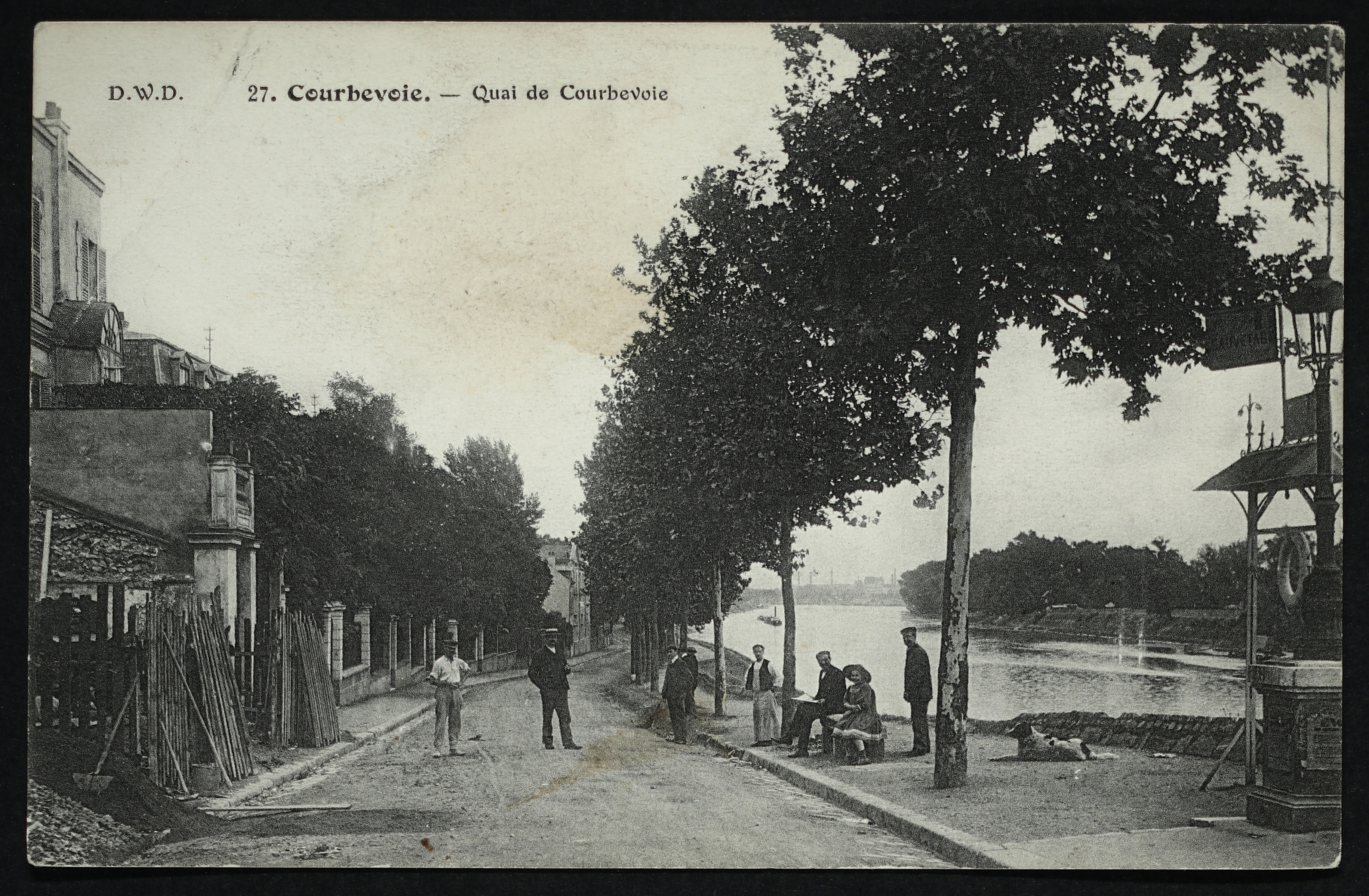
Le quai de Courbevoie.

Le quai, ancien chemin de halage, suit le tracé de la route départementale 7. Après avoir quitté le pont de Courbevoie, à l'intersection de la rue Victor-Hugo et du boulevard de Verdun, il passe entre la Seine et la rue Jean-Baptiste-Charcot, et longe le parc de Bécon. Passant sous le pont de Levallois et l'avenue du 11-Novembre, il rencontre la rue Saint-Guillaume et la rue du Chemin-Vert qui marque l'entrée dans la ville d'Asnières-sur-Seine.
Le quai croise alors la rue du Maine et la rue de Bretagne, et se termine sous le pont ferroviaire d'Asnières, où il est prolongé par le quai du Docteur-Dervaux.
Il est desservi au nord, par la gare d'Asnières-sur-Seine.

## Origine du nom
Ce quai rend hommage à Joseph Joffre (1852-1931), maréchal de France, vainqueur de la première bataille de la Marne en 1914.

## Bâtiments remarquables et lieux de mémoire
- Parc de Bécon
- Musée Roybet Fould

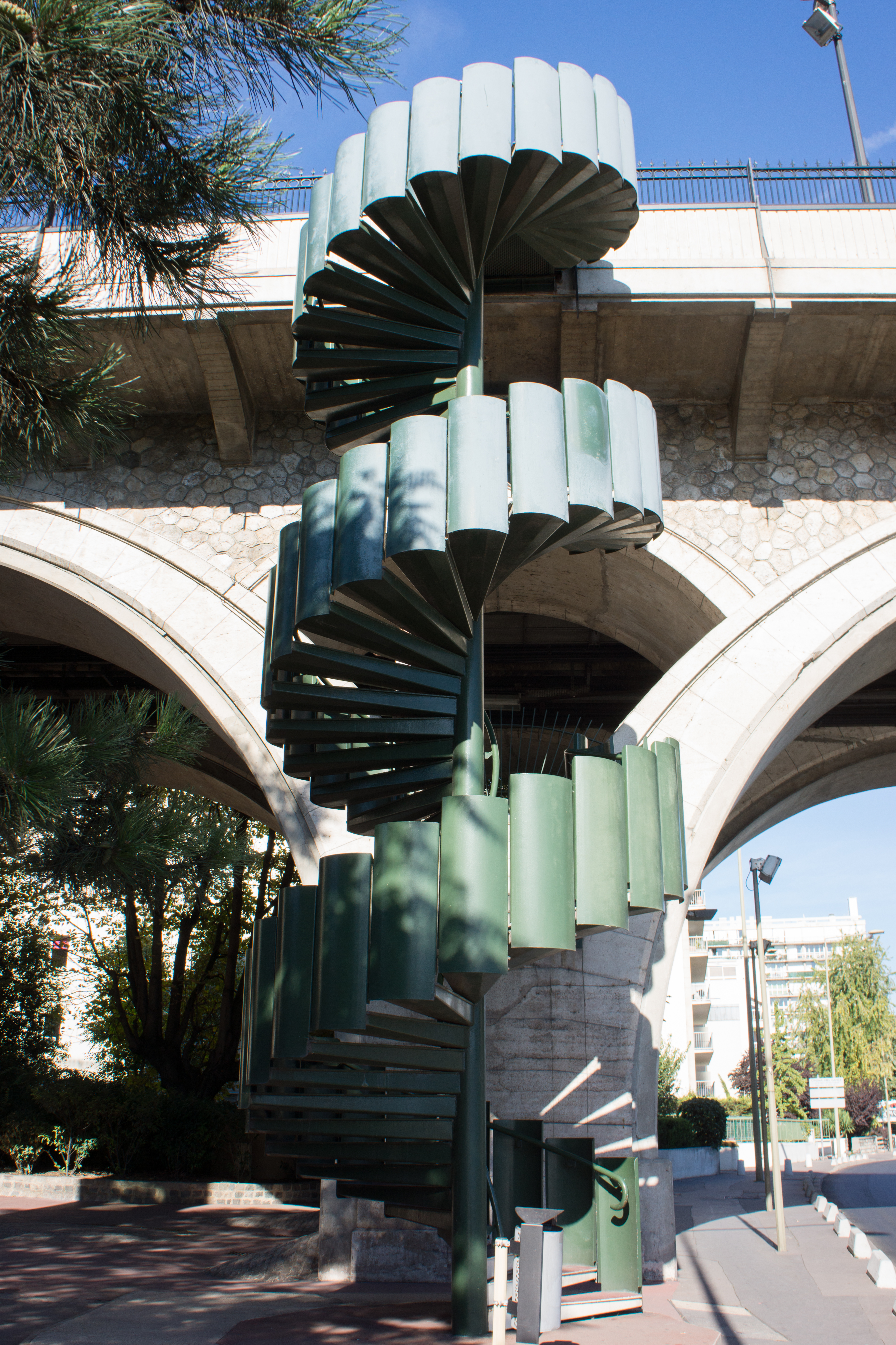
Escalier d'accès au pont de Levallois, septembre 2012.

- Pont de Levallois, qu'on peut atteindre depuis le quai par un escalier hélicoïdal.